# 나가오카촌 (미야기현)
나가오카촌(長岡村)은 일본 미야기현 구리하라군의 남부에 위치했던 촌이다. 현재의 오사키시 후루카와 나가오카·후루카와 오노·후루카와 아라야·후루카와 사와타에 해당한다.

## 연혁
- 1875년 10월 1일 - 미즈사와현에 의한 촌락 통합에 따라 나가오카 촌을 오노 촌으로, 사와다 촌을 아라타니 촌으로, 각각 편입하였다.
- 1889년 4월 1일 - 정촌제 시행과 함께 구리하라군 나가오카촌이 성립하였다.
- 1950년 12월 16일 - 다마쓰쿠리군 히가시오사키촌, 도다군 도미나가촌과 합병해 후루카와시에 편입하였다.

## 행정
- 역대촌장

| 대 | 성명       | 취임                       | 퇴임                       | 비고 |
| -- | ---------- | -------------------------- | -------------------------- | ---- |
| 1  | 木村斧彦   | 1889年（明治22年）4月22日  | 1894年（明治27年）5月2日   |      |
| 2  | 小野健三郎 | 1894年（明治27年）5月30日  | 1898年（明治31年）5月29日  |      |
| 3  | 大衡金一郎 | 1898年（明治31年）6月21日  | 1902年（明治35年）6月20日  |      |
| 4  | 大友吉拾   | 1902年（明治35年）7月10日  | 1906年（明治39年）7月9日   |      |
| 5  | 福地慶助   | 1906年（明治39年）7月16日  | 1921年（大正10年）7月24日  |      |
| 6  | 小野喜太郎 | 1922年（大正11年）8月10日  | 1930年（昭和5年）8月9日    |      |
| 7  | 木村熊男   | 1930年（昭和5年）8月20日   | 1931年（昭和6年）9月29日   |      |
| 8  | 斎藤時衛   | 1931年（昭和6年）10月1日   | 1935年（昭和10年）1月15日  |      |
| 9  | 渋谷栄作   | 1935年（昭和10年）5月22日  | 1939年（昭和14年）5月21日  |      |
| 10 | 大衡英雄   | 1939年（昭和14年）5月24日  | 1943年（昭和18年）5月23日  |      |
| 11 | 伊藤薫     | 1943年（昭和18年）11月24日 | 1945年（昭和20年）12月20日 |      |
| 12 | 平野安五郎 | 1946年（昭和21年）12月20日 | 1950年（昭和25年）12月15日 |      |